# ارباب‌نشین مرعش

مرعش به ‌عنوان یکی از قلمروهای تابع کنت‌نشین ادسا

ارباب‌نشین مرعش (انگلیسی: Lordship of Marash)، یکی قلمروی صلیبی در مناطق شمالی‌شرقی کیلیکیه میان سال ۱۱۰۴ تا ۱۱۴۹ به مرکزیت شهر مرعش (قهرمان‌مرعش امروزی در ترکیه) بود. این قلمرو بیشتر دفاع از مرزهای شمالی دولت‌های صلیبی در دهه ۱۱۳۰ و ۱۱۴۰ میلادی را برعهده داشت. با این حال پس سقوط ادسا در سال ۱۱۴۶ جایگاه و موقعیت این قلمرو متزلزل و غیرقابل دفاع گشت تا آن که در سال ۱۱۴۹ توسط سلطان سلجوقی مسعود یکم فتح و مسخر گردید.

## فهرست اربابان مرعش
- ژوسلین کورتنی (۱۱۰۴)
- نامشخص (۱۱۰۴-۱۱۰۸)
- ریچارد سالرنو (۱۱۰۸-۱۱۱۱/۱۱۱۲)
- نامشخص (۱۱۱۴)
- جافری راهب (۱۱۲۲-۱۱۲۴/۱۱۳۱)
- بالدوین (۱۱۳۶-۱۱۴۶)
- رینالد (۱۱۴۶-۱۱۴۹)
- ژوسلین دوم کورتنی (۱۱۴۹؛ از جانب آگنس کورتنی)